# Ригидный — гибкий познавательный контроль
Ригидный — гибкий познавательный контроль — один из когнитивных стилей, который характеризует субъективную трудность в смене способов обработки информации. Ригидный познавательный контроль говорит о низкой степени автоматизации вербальных и сенсорно-перцептивных функций, а, следовательно, о трудностях перехода между ними, тогда как гибкий познавательный контроль свидетельствует о лёгкости этого перехода ввиду наличия высокой степени автоматизации данных функций.

## История изучения

### Менингерское исследование
Во второй половине XX века Г. Клейном и Р. Гарднером на базе психологического исследовательского центра Менингреской клиники было проведено исследование стилей обработки информации (иначе — когнитивных контролей). Опираясь на идеи психоанализа, было выдвинуто предположение, что когнитивные контроли формируются в раннем онтогенезе и являются основной базой защитных механизмов. По мнению авторов, функция контролей заключается в структурировании получаемой информации таким образом, чтобы она соответствовала одновременно реальности и индивидуальным внутренним особенностям человека (памяти, мышления). По результатам Менингерского исследования было выделено 5 когнитивных контролей:
1. Ригидный — гибкий познавательный контроль
2. Узкий — широкий диапазон эквивалентности
3. Высокая — низкая толерантность к нереалистичному опыту
4. Уравнение — заострение
5. Фокусирование — сканирование

### Результаты других исследований
- Было выявлено[1], что у подростков ригидность познавательного контроля соотносится с низкой продуктивностью запоминания (как произвольного, так и непроизвольного), низкой помехоустойчивостью и в целом более низкой успеваемостью.
- Также отмечается, что ригидность познавательного контроля характерна для больных шизофренией[2][ссылка 1]. У них оказывается нарушен переход между вербальными и сенсорно-перцептивными функциями, и прослеживается значительное влияние интерференции в тесте Струпа.
- Рассматривая особенности когнитивного контроля геймеров, было выявлено, что они оказываются способны осуществлять быструю смену деятельности, при этом игнорируя иррелевантные стимулы. Данные результаты говорят о возможном преобладании у них гибкого познавательного контроля[3][ссылка 2] .

## Методики диагностики
Наиболее известными и часто используемыми методиками для диагностики ригидности — гибкости познавательного контроля являются методика свободных ассоциаций и тест Струпа.

### Тест словесно-цветовой интерференции Струпа
Проводится три серии тестирования:
1. Сначала испытуемому выдается карта, на которой написаны названия цветов («синий», «жёлтый» и т. д.). Испытуемому дается инструкция, согласно которой он должен прочитать предъявленные слова как можно быстрее.
2. Затем испытуемый получает разноцветные карточки, цвета которых соответствуют цветам, предъявленным в первой серии. Задача заключается в том, чтобы как можно быстрее назвать эти цвета.
3. На третьей стадии тестирования испытуемый должен максимально быстро прочитать написанные названия цветов, цвет чернил которых не соответствует самому названию (например, слово «красный» написано зелёными чернилами, «жёлтый» — красными и т. д.).

Показателем ригидности/гибкости познавательного контроля будет разница во времени выполнения третьей и второй серии эксперимента (чем эта разница больше, тем больше выражена ригидность контроля). Разница в скорости выполнения свидетельствует о наличии интерференции, которая является результатом конфликта вербальных и сенсорно-перцептивных функций. Высокая интерференция свидетельствует о сложности подавления более сильных вербальных функций в пользу восприятия цвета.

### Методика свободных ассоциаций
Испытуемому дается время (2-3 минуты), в течение которого он должен называть любые слова, ассоциирующиеся с предоставленным словом-стимулом. Затем ответы испытуемого делятся на 7 категорий, в соответствии с близостью ассоциации к слову-стимулу. Показателями ригидности/гибкости познавательного контроля будут общее количество названных слов, а также близость ассоциаций к основному слову. Гибкость познавательного контроля характеризуется большим количеством названных слов и отдаленностью ассоциаций.